# Sadali
Sadali (sardinsky: Sàdili) je italská obec (comune) v provincii Sud Sardegna v regionu Sardinie. Nachází se ve výšce 765 metrů nad mořem a má 837 obyvatel. Rozloha obce je 49,61 km².